# グウィネット・ストライパーズ
グウィネット・ストライパーズ（Gwinnett Stripers）は、アメリカ合衆国ジョージア州ローレンスビルに本拠地をおくマイナーリーグの野球チーム。
MLB・アトランタ・ブレーブス傘下のAAA級チームで、インターナショナルリーグに所属している。本拠地球場はクールレー・フィールド。2008年までは「リッチモンド・ブレーブス」、2017年までは「グウィネット・ブレーブス」として活動していた。
2013年にはかつて千葉ロッテマリーンズでプレーしたランディ・レディが指揮を執っていた。
2018年シーズンからはグウィネット・ストライパーズというチーム名に改称される。由来はストライプドバス（シマスズキ）という魚からである。

## 選手名鑑

### 現役選手
| 投手 - 56 コルビー・アラード (Kolby Allard) - 54 ジェシー・ビドル (Jesse Biddle)* - 36 アーロン・ブレアー (Aaron Blair)*** - 57 レックス・ブラザーズ (Rex Brothers)* - 34 ケイレブ・ダークス (Caleb Dirks)*** - 33 マックス・フリード (Max Fried)* - 56 ジェイソン・ハーシュ (Jason Hursh)* - 51 エリアン・レイバ (Elian Leyva) - 25 デビッド・ピーターソン (David Peterson) - 20 フィリップ・ファイファー (Philip Pfeifer) - 34 エバン・フィリップス (Evan Phillips) - 46 ジョシュ・レイビン (Josh Ravin)* - 39 アンドレス・サンティアゴ (Andres Santiago) - 53 ミゲル・ソコロビッチ (Miguel Socolovich) - 32 マイク・ソロカ (Mike Soroka) - 57 パトリック・ワイゲル (Patrick Weigel)*** - 40 チェイス・ウィットリー (Chase Whitley)* - 45 マット・ウィスラー (Matt Wisler)* | 投手 - 56 コルビー・アラード (Kolby Allard) - 54 ジェシー・ビドル (Jesse Biddle)* - 36 アーロン・ブレアー (Aaron Blair)*** - 57 レックス・ブラザーズ (Rex Brothers)* - 34 ケイレブ・ダークス (Caleb Dirks)*** - 33 マックス・フリード (Max Fried)* - 56 ジェイソン・ハーシュ (Jason Hursh)* - 51 エリアン・レイバ (Elian Leyva) - 25 デビッド・ピーターソン (David Peterson) - 20 フィリップ・ファイファー (Philip Pfeifer) - 34 エバン・フィリップス (Evan Phillips) - 46 ジョシュ・レイビン (Josh Ravin)* - 39 アンドレス・サンティアゴ (Andres Santiago) - 53 ミゲル・ソコロビッチ (Miguel Socolovich) - 32 マイク・ソロカ (Mike Soroka) - 57 パトリック・ワイゲル (Patrick Weigel)*** - 40 チェイス・ウィットリー (Chase Whitley)* - 45 マット・ウィスラー (Matt Wisler)* | 捕手 - 8 ロブ・ブラントリー (Rob Brantly) - 18 クリス・スチュワート (Chris Stewart) 内野手 - 17 ヨハン・カマルゴ (Johan Camargo)* - 2 クリスチャン・コローン (Christian Colon) - 11 カルロス・フランコ (Carlos Franco) - 4 ショーン・カズマー・ジュニア (Sean Kazmar Jr.) - 14 リオ・ルイーズ (Rio Ruiz)* - 9 タイラー・スミス (Tyler Smith) 外野手 - 24 ロナルド・アクーニャ・ジュニア (Ronald Acuna Jr.) - 7 ゼイビア・エイブリー (Xavier Avery)*** - 30 エセキエル・カレーラ (Ezequiel Carrera) - 5 ジャフ・デッカー (Jaff Decker) - 28 ダスティン・ピーターソン (Dustin Peterson) - 15 ダニー・サンタナ (Danny Santana) | 捕手 - 8 ロブ・ブラントリー (Rob Brantly) - 18 クリス・スチュワート (Chris Stewart) 内野手 - 17 ヨハン・カマルゴ (Johan Camargo)* - 2 クリスチャン・コローン (Christian Colon) - 11 カルロス・フランコ (Carlos Franco) - 4 ショーン・カズマー・ジュニア (Sean Kazmar Jr.) - 14 リオ・ルイーズ (Rio Ruiz)* - 9 タイラー・スミス (Tyler Smith) 外野手 - 24 ロナルド・アクーニャ・ジュニア (Ronald Acuna Jr.) - 7 ゼイビア・エイブリー (Xavier Avery)*** - 30 エセキエル・カレーラ (Ezequiel Carrera) - 5 ジャフ・デッカー (Jaff Decker) - 28 ダスティン・ピーターソン (Dustin Peterson) - 15 ダニー・サンタナ (Danny Santana) |
| * 40人ロースター ** 制限選手 *** 故障者リスト 2018年4月15日更新 [公式サイト(英語)より：ロースター 選手の移籍・故障情報] | | | |

### 過去の主な所属選手
- ジョジョ・レイエス
- フランシスリー・ブエノ
- トミー・ハンソン
- クリス・メドレン
- ジョニー・ベンタース
- マイク・ダン
- ブランドン・ヒックス
- クレイグ・キンブレル
- ジェイソン・ヘイワード
- クリス・リーソップ
- マイク・マイナー
- フリオ・テヘラン
- フレディ・フリーマン
- ブランドン・ビーチー
- タイラー・パストルニッキー
- ウィルフィン・オビスポ
- ティム・コーコラン
- マット・ケネリー
- ジェイス・ピーターソン
- アドニス・ガルシア
- ダニー・ブラワ
- ダンズビー・スワンソン
- ショーン・ニューカム
- オジー・アルビーズ